# Церковь Рождества Пресвятой Богородицы (Лысково)
Це́рковь Рождества́ Пресвято́й Богоро́дицы — храм в деревне Лысково Пружанского района Брестской области. Памятник народного деревянного зодчества.

## История
Храм был построен в 1931—1933 годах в центре деревни из соснового бруса с использованием различной древесины в интерьере. Освящение состоялось в том же 1933 году.
На данный момент настоятелем является протоиерей Богданович Александр Иванович.

## Архитектура
Весьма динамичная композиция, непривычная для православной архитектуры, вкупе с богатством объёмов и мастерски достигнутой компактностью свидетельствует о высоком уровне проектирования. По мнению исследователя Кулагина А. Н., на создание храма оказали влияние культовая архитектура Закарпатья и стиль модерн. По мнению же исследователя Харевского С. В., основой данного вывода послужили необычайность крестово-купольной композиции в сельском зодчестве и аналоги на Украине. В то же время исследователь, рассматривая аналоги храмов Западной Украины, выдвигает версию, согласно которой автором церкви мог быть львовский зодчий Евгений Нагорный, который стал создателем проектов десятков храмов на территории Луцкой епархии, включавшей в то время и Пружанщину. Таким образом, храм служит примером существования творческих контактов на территории Польши того времени и взаимообогащения народов-соседей.
Храм является крестово-купольным. В архитектурном плане церковь состоит из основного кубовидного объёма, трёхъярусной звонницы (примыкает к объёму с запада) и прямоугольной апсиды с более низкими боковыми ризницами (примыкает с востока). Покрытием основного сруба является высокая вальмовая гонтовая крыша с врезанным в неё мощным световым барабаном (восьмерик на четверике). Последний накрыт крупным луковичным куполом, который завершает небольшой фонарь с маковкой. Через использование двух четвериковых срубов, которые накрыты отдельным гонтом и на которых покоится восьмерик купола, осуществлён пирамидальный переход барабана к боковым фасадам, традиционный для Полесья. Пирамидальная четвериковая звонница, являющаяся одной из доминант храма, завершается высоким луковичным куполом со шпилем. Для освещения храма были использованы ромбовидные (в барабане), стрельчатые (в основном объёме) квадратные и прямоугольные (в остальных помещениях) оконные проёмы с зубчатыми наличниками в притворе и ризницах, резьбовыми в барабане. Такие разнообразные оконные затворы и наличники лишь подчёркивают разнообразие форм отдельных объёмов, как то звонницы, ризниц и притворов.
В интерьере зала храма выделяются открытый барабан на четырёх столбах с парусной конструкцией основания и хоры. Последние, благодаря нахождению на стенах боковых притворов, размещены довольно просторно, при этом широко развёрнуты и открыты в интерьер зала. Для отделения апсиды с алтарною частью и ризницами использован высокий деревянный резьбовой иконостас на всю высоту церкви. В церкви находится образ «Богоматерь Одигитрия», относящийся к XVIII веку.

## Комментарии
1. ↑  Иногда упоминается как квадратная. См.: Харэўскі С. В. Культавае дойлідства Заходняй Беларусі 1915—1940 гг. — Вильня: ЕГУ, 2008. — С. 70. — 102 с. — ISBN 978–9955–77-13–9.
2. ↑  Иногда упоминаются как треугольные. См.: Харэўскі С. В. Культавае дойлідства Заходняй Беларусі 1915—1940 гг. — Вильня: ЕГУ, 2008. — С. 71. — 102 с. — ISBN 978–9955–77-13–9.